# Gaj (powiat rawski)
Gaj – wieś w Polsce położona w województwie łódzkim, w powiecie rawskim, w gminie Rawa Mazowiecka. Miejscowość wchodzi w skład sołectwa Kurzeszyn.
W latach 1975–1998 miejscowość należała administracyjnie do województwa skierniewickiego.